# 天河 (北京河流)
天河又称天河立沟、天河川，是北京地区的一条河流，白河的支流。
发源于河北省丰宁县杨木栅子老西营后沟，先后流经怀柔县碾子乡、宝山寺乡，在宝山寺下营从左岸汇入白河。 全长80公里，流域面积384平方公里。